# Horváth Mihály (tanár)
Horváth Mihály (Horvátzsidány (Siegersdorf), Sopron megye, 1728. szeptember 29. – Pozsony, 1810. március 9.) teológiai doktor, Jézus-társasági áldozópap, később egyetemi tanár.

## Élete
1744. október 15-én lépett a rendbe; tanár volt Nagyszombatban, ahol a humaniorákat, retorikát, matematikát és bölcseletet tanította. 1766-tól Győrben volt tanár; azután Nagyszombatban a Szentírást és dogmatikát adta elő. 1768-ban Kassán kilépett a rendből és mint bécs-egyházmegyei pap regelsprunni plébános lett. 1774. október 23-án a budai egyetemen az egyházi szónoklattan és lelkipásztorkodás tanárává nevezték ki. 1780-81-ben teológiai kari dékán volt. 1785-ben a teológiai karnak Pozsonyba áthelyezése folytán Horváth is ott működött. 1790-ben a boldog Szűz Máriáról nevezett grabai címzetes prépost lett.

## Munkái
- Panegyricus D. Franc. Xav. dictus. Tyrnaviae, 1756
- Oratio de Beatissimae Virginis intemerato Conceptu. Tyrnaviae, 1757
- Panegyricus in laudem S. Ignatii de Loyola. Tyrnaviae, 1758
- Introductio ad Historiam Ungariae critico-politicam. Viennae, 1770 (Ism. Privil. Anzeigen. Wien, 1771. 147. l.)
- Belisarius Marmontelli Latinitate donatus... 1771
- Memoriae secretae belli hungarici annis 1737, 38, 39. cum reflexionibus criticis comitis de Schmettau... Viennae, 1771
- Historia arcana belli Turcici anni 1737, 8, et cum animadversionibus criticis authore comite e Schmettau, potentissimi Prussiae regis pro-marechallo. Eandem e gallico sermone in latinum traduxit... Tyrnaviae, 1776
- Oratio habita VII. Idus Sept. an. 1778. quum regia studiorum universitas Budensis solemni ad aras precatione pro auspicatissimis hac in urbe rei litterariae initiis grates Deo persolveret. Hely n. (Németül Bécsben 1780)
- Elogium Mariae Theresiae, romanorum imperatricis. apost Hungariae reginae... honoribus adornatum, quum regia scientiarum universitas Budensis ritu solemni inauguraretur. Viennae, 1780 (Németül: C. R. által ford. Viennae. 1780)
- Theologiae pastoralis Pars prior complectens praedicationem verbi Dei... Viennae, 1780. Pars II. Compl. Sacramentorum et reliqui cultus publici administrationem 1781. Pars ultima (  III. ) Complectens exemplum vitae 1781 Vindobonae Litteris a Ghelenianis (2. kiadás 1782, 3. kiad. Pozsony, 1790)
- Chrestomathia pastoralis... Pestini, 1782-83. Két kötet (Ism. M. Hirmondó 1783. 6. 12. sz.)
- Historia literaria prudentiae pastoralis. Vindobonae, 1783
- Poecile. Posonii, 1785
- Statistices regni Hungariae supplementa. Posonii. 1790
- Breves lineae Encyclopaediae Theologicae. Posonii, 1790
- Historia Hungariae politica. Pars I. Vindobonae, 1786. Pars II. Posonii, 1792
- Statistice regni Hungariae. Posonii, 1794. és 1802 (végén: M. H. additamenta ad statisticen regni Hungariae, a se conscriptum), két rész
- Otia poetica. Posonii, 1797. és 1805, három füzet
- Memoria posthuma ill. com. Nicolai Pálffy... qui Tricesimus e nob. stirpe sua pro rege et patria occubuit die 28. Maii 1800. Posonii, 1800
- Notitiae commercialis rei praeliminares, gallico primum sermone conscriptae, nunc vero in latinum conversae, usibus Hungariae juventutis, quae si publicis commercii muneribus vult addiscere. Posonii, 1806 (Ism. Neue Annalen der Literatur. Wien, 1808. II. 249. l.)
- Specimen oeconomiae politicae. legibus ac moribus Hungariae et regnorum sacrae coronae haereditariorum accomodatum. Budae, 1806 (Ism. Neue Annalen der Literatur II. 249. l.)
- Marmontel, Belisarius. E gallico sermone in latinum traductus. Viennae, év n.